# Batalla de los Cuatro Días
La batalla de los Cuatro días fue una batalla naval de la segunda guerra anglo-neerlandesa. Se libró entre el 1 y el 4 de junio de 1666 en el calendario juliano, usado en ese entonces en Inglaterra, (11 de junio al 14 de junio en el nuevo estilo de fechas) cerca de las costas de Flandes e Inglaterra, y continúa siendo hasta el día de hoy uno de los combates navales más largos de la historia.
En junio de 1665 los ingleses habían derrotado claramente a los neerlandeses en la batalla de Lowestoft, pero no se pudieron aprovechar de su victoria. La Flota Neerlandesa de las Especias, cargada con fabulosas riquezas, logró regresar a casa sana y salva tras la batalla de Vågen. La armada neerlandesa se estaba expandiendo enormemente con el programa de construcción de buques más grande de su historia. En agosto de 1665 la flota inglesa fue desafiada una vez más, aunque no hubo batallas navales importantes. En 1666, los ingleses estaban ansiosos por destruir a la armada neerlandesa por completo antes de que creciera más y se volviera demasiado poderosa, y estaban desesperados por poner fin a las actividades de piratería neerlandesa que amenazaban con colapsar el comercio inglés.
Al enterarse de que la flota francesa pretendía unirse a los neerlandeses en Dunquerque, los ingleses trataron de evitarlo dividiendo su flota. Su fuerza principal trataría de destruir primero a la flota neerlandesa, mientras que un escuadrón bajo el mando del príncipe Ruperto fue enviado a bloquear a los franceses en el estrecho de Dover, pero estos nunca aparecieron.
Al comienzo de la batalla, la flota inglesa contaba con 56 buques comandados por George Monck, quien también era comandante del Escuadrón Rojo, y era superado en número por la flota neerlandesa que contaba con 84 navíos bajo el mando del vicealmirante Michiel de Ruyter. La batalla concluyó cuando los ingleses lograron retirarse cuando ambas flotas agotaron gran parte de sus municiones.
Los neerlandeses causaron un daño significativo a la flota inglesa. Los ingleses habían esperado que las tripulaciones de muchos de los nuevos navíos de línea neerlandeses careciesen de adiestramiento, pero no resultó así: perdieron diez navíos y algo más de mil 1000 hombres, incluyendo a dos vicealmirantes, sir Christopher Myngs y sir William Berkeley y otros dos mil fueron hechos prisioneros. Las pérdidas neerlandesas fueron de cuatro navíos incendiados y más de mil quinientos cincuenta muertos, entre ellos el vicealmirante Cornelis Evertsen, el vicealmirante Abraham van der Hulst y el contraalmirante Frederik Stachouwer.